# Mount Gunter
Gunter är ett berg i Antarktis. Det ligger i Västantarktis. Argentina, Chile och Storbritannien gör anspråk på området. Toppen på Gunter är 1 970 meter över havet.
Terrängen runt Gunter är kuperad norrut, men söderut är den bergig. Gunter är den högsta punkten i trakten. Trakten är obefolkad. Det finns inga samhällen i närheten.